# Nouvelle Vague (Band)
Nouvelle Vague, gegründet im Jahr 2003, ist eine französische Band, die so gut wie ausschließlich Klassiker der achtziger Jahre covert und sie im Bossa-Nova-, Easy-Listening-, Pop- oder auch Singer-Songwriter-Stil neu einspielt. Gründer und Betreiber des Bandprojekts waren die beiden Produzenten Marc Collin und der im September 2021 verstorbene Olivier Libaux. Hinzu kommen unterschiedliche Sängerinnen – unter anderem Camille, Marina Celeste, Silja, Mélanie Pain, Daniella D’Ambrosio, Gérald Toto und Phoebe Killdeer.

## Bandgeschichte
Bereits bei ihrer Gründung im Jahr 2003 war Nouvelle Vague nicht als Band mit fester Besetzung, sondern als Projekt konzipiert. Marc Collin und Olivier Libaux, zwei Produzenten und DJs aus der französischen Electropop- und Clubszene, hatten die Idee, bekannte Stücke der Punk- und New-Wave-Ära neu einzuspielen – allerdings nicht im originalen Sound, sondern im Bossa-Nova- und Electropop-Sound des neuen Jahrtausends. Um eine wirkliche Neuinterpretation zu gewährleisten, sah das Konzept vor, die Songs mit jungen, musikalisch noch unverbrauchten Sängerinnen aufzunehmen. Weitere Bedingung: Den Interpretinnen selbst sollte das jeweilige Stück entweder gar nicht oder nur wenig bekannt sein. Auf das anvisierte Konzept verwies auch der Name der Band. Zum einen steht der Begriff Nouvelle Vague allgemein für eine neue Mode oder Stilrichtung. Als französische Übersetzung von New Wave einerseits, Bossa Nova andererseits, zitierte der Bandname auch die wichtigsten musikalischen Referenzen der Band.
Nouvelle Vague, die erste CD der Band, erschien im Jahr 2004. Mit dem Joy-Division-Hit Love Will Tear Us Apart, Just Can’t Get Enough (Depeche Mode), Guns of Brixton (The Clash), Too Drunk to Fuck von den Dead Kennedys, Teenage Kicks von den Undertones und acht weiteren Coverversionen deckte die Band ein breites Spektrum ab. In der Musikpresse stieß der Stilmix der Band auf unterschiedliche Resonanz. Nichtsdestotrotz erreichte der Erstling mühelos die Top 100 der französischen Charts; laut einem Artikel auf arte.tv wurden 200.000 Exemplare verkauft. Noch größeren kommerziellen Erfolg erzielte Bande à Part, die zweite Veröffentlichung aus dem Jahr 2006. Einerseits offerierte Bande à Part den bereits vom Vorgänger bekannten Lounge- und Bossa-Nova-Sound. Songs wie Bela Lugosi’s Dead von Bauhaus sowie die Neue-Deutsche-Welle-Einspielung Eisbär von Grauzone setzten allerdings neue, für die Band bislang ungewohnte Akzente. Mit Top-50-Platzierungen in Frankreich, der Schweiz und Deutschland war Bande à Part vermutlich noch erfolgreicher als das Vorgängeralbum.
Unterschiedliche Rezensionen bei Kritikern und Käufern rief auch das dritte Album, 3 aus dem Jahr 2009, hervor. Anders als die beiden Vorgänger offerierte 3 ein breiteres stilistisches Spektrum. Besonders umstritten war die langsame, im Singer/Songwriter-Stil vorgetragene Version des Sex-Pistols-Klassikers God Save the Queen. Während einige Kritiker die poppige, mit Ska-Elementen angereicherte Version von Ca Plane Pour Moi ebenfalls für unangemessen hielten, äußerten sich andere positiver. Eine weitere Modifizierung des ursprünglichen Konzeptes war die Tatsache, dass einige der Neuversionen im Duett mit den Originalinterpreten eingespielt wurden – unter anderem Master And Servant (Depeche Mode) und All My Colours (Ian McCulloch).
Über die aufgeführten regulären Alben hinaus veröffentlichte die Band im Jahr 2010 eine Best-Of-Zusammenstellung. Darüber hinaus gibt es ein Konzeptalbum, auf dem die Nouvelle-Vague-Musiker ihre musikalischen Referenzen vorstellen (Late Night Tales: Nouvelle Vague) sowie Beiträge auf unterschiedlichen Kompilationen. Neben ihren Veröffentlichungen absolvierten Nouvelle Vague regelmäßige Tourneen mit wechselnden Begleitmusikern und Sängerinnen. Von September 2009 bis Februar 2010 absolvierte die Band eine umfangreiche Tournee. Das Eröffnungskonzert fand in Birmingham, das Abschlusskonzert in Washington, D.C. statt. Tour-Sängerinnen waren Héléna Noguerra und Karina Zeviani. Im Frühjahr und Sommer 2010 gastierte die Band unter anderem in Brasilien, Australien, Frankreich, der Türkei, Russland, Belgien und Deutschland – hier unter anderem auf dem Juicy Beats Festival in Dortmund am 31. Juli 2010.
Nach dem Tod von Libaux endeten die Bandaktivitäten zunächst. Nachdem Mitgründer Collin jedoch zufällig eine Sängerin kennengelernt hatte, reaktivierte er das Projekt pünktlich zum 20-jährigen Bandjubiläum.

## Musiker und Side-Projects
Die beiden Bandbegründer Olivier Libaux und Marc Collin waren schon vor Nouvelle Vague feste Größen in der französischen Pop- und Electronic-Musikszene. Olivier Libaux, in den frühen Neunzigern Mitglied der Band Les Objets, hatte unter anderem mit Alex Gopher, der portugiesischen Sängerin und TV-Schauspielerin Héléna Noguerra sowie Barbara Carlotti zusammengearbeitet. Noguerra und Carlotti übernahmen auch Gesangsparts auf Libaux’ Soloalbum Imbécile (2007). Darüber hinaus komponierte Libaux während seiner musikalischen Laufbahn regelmäßig Stücke für das französische TV. Eine vergleichbare Musikkarriere hatte auch Marc Collin hinter sich. In den Neunzigern in unterschiedlichen Bands spielend, wandte er sich zu Beginn des neuen Jahrtausends mehr und mehr der elektronischen Musik zu. Mitbeteiligt war er am House-Projekt Kwaidan sowie dem Electronic-Kleinlabel Volga Select.
Musikalische Vorerfahrungen brachten auch einige Sängerinnen der einzelnen Aufnahmesessions sowie der Sänger Gérald Toto ein, Interpret dreier Stücke auf dem Album Bande à Part. Von Toto war bereits 1997 eine erste CD erschienen (The First Days). Aufnahme- und Konzerterfahrung hatte auch Sängerin Camille, die 2002 eine Albumveröffentlichung und eine Single mit Video-Clip auf dem Markt gebracht hatte (Album: Le sac des filles; Single: Paris). Ähnliches gilt für Nadeah Miranda, Frontfrau und Gründungsmitglied der britischen Alternativrock-Band LoveGods. Die Sängerinnen Mélanie Pain, Maria Celeste, Daniella D’Ambrosio und Phoebe Killdeer hingegen waren zum Zeitpunkt der Bandgründung relativ unbeschriebene Blätter. Pain, die relativ gesehen den meisten Nouvelle-Vague-Interpretationen ihre Stimme lieh, hatte zuvor Politikwissenschaft in Aix-en-Provence studiert. Zu ihren musikalischen Vorbildern zählten unter anderem die Pixies, Sonic Youth, PJ Harvey und Nick Drake. Daniella D’Ambrosio war vor Nouvelle Vague an mehreren Vinyl- und Demo-Produktionen beteiligt.
In der Summe unterschiedlich sind auch die Gesangsbeiträge der einzelnen Sängerinnen und Sänger beim gemeinsamen Projekt Nouvelle Vague. Mélanie Pain belegt mit insgesamt acht Titeln den Spitzenplatz (Master and Servants, All My Colors, God Save the Queen, Killing Moon, Ever fallen in love, Blue Monday, This is not a Love song und Teenage Kicks). Nadeah Miranda sang bei drei Titeln des dritten Albums (Road to Nowhere, Parade und So Lonely). Phoebe Killdeer gab den Vocal-Part bei vier Stücken des zweiten Albums (Dancing with Myself, Human Fly, Bela Lugosi’s Dead und Escape Myself). Marina Celeste ist zu hören auf Our Lips are sealed (3), O Pamela, Eisbär, Fade to Grey und Waves (Bande à Part) und A Forest (Nouvelle Vague). Gérald Toto sang die Bande à Part-Stücke Don’t Go, Heart of Glass sowie Israel And Moody.
Jeweils vier weitere Gesangsparts übernahmen die brasilianische Sängerin Eloisia (Blister in The Sun, Metal, Love Will Tear Us Appart und Just Can’t Get Enought) sowie Camille (In A Manner of Speaking, Guns of Brixton, Too Drunk to Fuck und Making Plans for Nigel). Drei stammen von der US-Sängerin Silja (The American, Let Me Go und I Melt With You), zwei weitere von der Pariser Sängerin Sophie Delila (Say Hello, Wave Goodbye und Such A Shame). Je einen steuerten Karina Zeviani (Heaven auf 3) und Sir Alice (Psyche) bei sowie die bisher wenig bekannten Sängerinnen Daniela D’Ambrosio (Friday Night, Saturday Morning) und Alex (Marian).
Die Mehrzahl der aufgeführten Beteiligten arbeitete über Nouvelle Vague hinaus an ihrer eigenständigen Solokarriere. Projekt-Mitbegründer Olivier Libaux veröffentlichte 2007 die stark Chanson- und Sinti-Jazz-geprägte CD Imbécile. Einige der Sängerinnen orientierten sich verstärkt in Richtung der neuen französischen Chansonszene. Camille arbeitete mit unterschiedlichen Musikern, unter anderem Jean-Louis Murat zusammen. 2005 erschien von ihr das in Frankreich mit Gold bedachte Album Le fil, 2008 die CD Music Hole. Mélanie Pain erweiterte ihr musikalisches Spektrum in Richtung Country und Americana und unternahm mehrere Solotourneen, unter anderem auch zusammen mit Marianne Dissard. 2009 erschien ihr Album My Name sowie die beiden Singles Ignore Moi und Helsinki, letztere eine getragene, im Duett mit dem Pop- und Rocksänger Julien Doré gesungene Ballade. Von Marina Celeste erschien 2007 das bossa-nova-lastige Album Acidule, 2009 die mehr in Richtung Pop gehende Veröffentlichung The Angel Pop. Gèrald Toto brachte 2006 das Album Kitchenette heraus. Neueren Datums ist die Veröffentlichung Spring Fruits.
2009 brachte Marc Collin ein Album unter dem Titel Hollywood, mon amour heraus. Das Konzept ähnelt dem von Nouvelle Vague sehr stark. Diesmal bearbeitete Collin Titelsongs aus bekannten Hollywood-Filmen und darüber hinaus. Darunter zu hören sind Klassiker wie Eye of the Tiger, Flashdance, When Doves Cry, Footloose, This Is Not America, A View to a Kill, For Your Eyes Only und Reality. Als Gastvokalistinnen sind u. a. Nadeah Miranda, Skye Edwards von Morcheeba, Juliette Lewis, Bianca Calandra, Cibelle und Yael Naim zu hören.

## Stil und Rezeption
Anders als die deutsche Country-Coverband The BossHoss, die bei Publikum und Kritik gleichermaßen Anklang fand, oder die Hermes House Band riefen Nouvelle Vague zum Teil gemischte Reaktionen hervor. Eine Reihe von Kritikern unterstellte der Band kommerzielle Beweggründe. Andere attestierten, dass die Band eine Musik wieder zugänglich mache, die jüngere Hörer gar nicht oder bestenfalls vom Hörensagen kennen. Pop-Appeal mit eigenständiger Note konstatierte 2009 anlässlich eines Konzertberichts der Berliner Tagesspiegel. Für New-Wave-Puristen sei die Band zwar nichts. Allerdings: „Vor allem bei weniger bekannten Songs wie dem auf Drums und Gesang reduzierten Sex Beat von Gun Club oder dem hinreißenden Not knowing der israelischen Postpunk-Band Minimal Compact funktioniert die Nouvelle-Vague-Masche nebenbei als kulturelle Transferleistung, die großartige Musik dem Vergessen entreißt. Und spätestens wenn man mit Bestürzung hört, wie sich ein paar Mädchen neben einem fragen, ob der größte Talking-Heads-Hit Road to Nowhere womöglich ein Stück aus dem Film Bandits sei, mag man den generationsübergreifenden Nachhilfeunterricht nicht mehr allzu kritisch beurteilen.“
Eine künstlerisch eigenständige Aufbereitung des Songmaterials sah man beim TV-Sender ARTE. Eine CD-Rezension auf der Sender-Website kam 2006 zu dem Schluss: „Die Musiker arbeiten parallel an eigenen Projekten als Solisten oder in anderen Bands. So kommen unterschiedliche Einflüsse in den Schmelztiegel Nouvelle Vague und das hat der Band gut getan. Nouvelle Vague ist nach und nach so etwas wie ein Kollektiv geworden, mit vielen Sängerinnen, die jede ihre eigenen Vorstellungen und Ideen hat. Die persönliche Lust auf die Songs macht die Stimmen so stark. Fade to Grey, ursprünglich von Visage, in dieser Version eines der Highlights auf dem neuen Album. Es sind keine Cover Versionen aus der Technik-Dose, sondern sie sind Intelligent [sic] und sinnlich.“ Die Musik-Website Monsters And Critics unterstellte der Band vor allem kommerzielle Beweggründe. Unter der Headline „Nouvelle Vague – Cocktailschlürfende Ex-Punks“ vermutete Autor Eric Leimann: „In Zeiten schwindender Tonträger-Verkäufe sind Nouvelle Vague auch deshalb erfolgreich, weil ihre Musik häufig in Filmen, TV-Serien oder Werbespots auftaucht. Auch im potenten amerikanischen Kino- und TV-Markt. So säuselten Nouvelle Vague-Covers durch Filme wie Mr. & Mrs. Smith oder Planet Terror, durch TV-Serien wie Nip/Tuck oder Grey’s Anatomy. ‚Vielleicht, weil an den Schaltstellen der Filmindustrie viele Musikfans aus meiner Generation sitzen‘, glaubt Mittvierziger Marc Collin zu wissen.“
Im Comic Bossa Nova (2011) von Katz & Goldt fragt eine Figur zu den Klängen des Covers von Love Will Tear Us Apart: „Wann wohl die ersten Bossa Nova-Versionen von sogenannter Atzenmusik rauskommen?“

## Nouvelle-Vague-Titel in Werbung, Film und TV
Eine Reihe Stücke der Band wurden als Soundtrack-Titel oder in der Werbung verwendet. Beispiele:
- This Is Not a Love Song: 2006 in dem koreanischen Film Soulmate.
- Making Plans for Nigel: seit 2008 Hintergrundmusik für den Telefondienst der Air France
- I Melt with You: 2005 im Film Mr. & Mrs. Smith
- Too Drunk to Fuck: 2007 im Film Planet Terror
- Ever Fallen in Love: im Film Zufällig verheiratet (mit Uma Thurman), der deutschen TV-Serie Türkisch für Anfänger
- Dancing with Myself: 2007 in der Tattoo-reality-serie LA Ink-Tattoos für’s Leben mit Kat von D
- In a manner of speaking: 2011 im Film In Time – Deine Zeit läuft ab und 2015 im Tatort Freddy tanzt

## Diskografie

### Alben
- 2004: Nouvelle Vague (Peacefrog Records, UK: Silber)
- 2006: Bande à part (Peacefrog Records)
- 2009: 3 (Peacefrog Records)
- 2010: The Best Of (Peacefrog Records)
- 2010: Couleurs sur Paris (New Sound Dimensions)
- 2011: The Singers (New Sound Dimensions)
- 2016: I Could Be Happy (Kwaidan Records)
- 2019: Rarities (Kwaidan Records)
- 2019: Curiosities (Kwaidan Records)
- 2024: Should I Stay Or Should I Go (PIAS)

### Kompilationen
- 2005: Acoustic 05 (The Echo Label) – Just Can’t Get Enough
- 2006: Chillout Sessions 9 (Ministry of Sound) – Blue Monday
- 2007: Acoustic 07 (V2 Records) – Heart of Glass
- 2007: Late Night Tales: Nouvelle Vague (Azuli Records)

### Singles
- 2006: Eisbaer[10] (Perfect Kiss Records/Peacefrog Records)
- 2019: Lalala[11] (Kwaidan Records)